# Почапи (Самарівська сільська громада)
Поча́пи (до 1946 — Залухівські Почапи) — село в Україні, у Самарівській сільській громаді Ковельського району Волинської області. Населення становить 132 особи.

## Історія
У 1906 році хутір Великоглушанської волості Ковельського повіту Волинської губернії. Відстань від повітового міста 78 верст, від волості 13. Дворів 10, мешканців 33.

## Населення
Згідно з переписом УРСР 1989 року чисельність наявного населення села становила 139 осіб, з яких 69 чоловіків та 70 жінок.
За переписом населення України 2001 року в селі мешкали 132 особи.

### Мова
Розподіл населення за рідною мовою за даними перепису 2001 року:
| Мова       | Відсоток |
| ---------- | -------- |
| українська | 99,24 %  |
| російська  | 0,76 %   |